# Ferdén szimmetrikus mátrix
Az {\displaystyle n}-edrendű {\displaystyle A=[a_{ij}]} négyzetes mátrix ferdeszimmetrikus vagy ferdén szimmetrikus mátrix, ha megegyezik a transzponáltjának (–1)-szeresével, vagyis ha {\displaystyle A^{T}=-A}, tehát {\displaystyle a_{ij}=-a_{ji}} minden {\displaystyle i,j=1,\dots ,n} indexre.
A nem 2 karakterisztikájú test fölötti ferdén szimmetrikus mátrix minden főátlóbeli eleme zérus, tekintettel a definíció szerinti {\displaystyle a_{ii}=-a_{ii}} egyenlőségre minden {\displaystyle i=1,\ldots ,n} index esetén, mert csak a 0 egyenlő a saját ellentettjével.
Továbbá nem 2 karakterisztikájú test fölött a páratlan dimenziójú ferdén szimmetrikus mátrixok determinánsa nulla.
Ugyanis: {\displaystyle A^{T}=-A\,}, így {\displaystyle \det(A)=\det(A^{T})=\det(-A)=(-1)^{n}\,\det(A)}.

## Példa
Az {\displaystyle A={\begin{bmatrix}0&7&-2\\-7&0&-1\\2&1&0\\\end{bmatrix}}} mátrix ferdén szimmetrikus mátrix, mert
{\displaystyle (-1)\cdot A^{T}=(-1)\cdot {\begin{bmatrix}0&-7&2\\7&0&1\\-2&-1&0\\\end{bmatrix}}={\begin{bmatrix}0&7&-2\\-7&0&-1\\2&1&0\\\end{bmatrix}}}.

## Tulajdonságok
A ferdén szimmetrikus mátrixok vektorteret alkotnak, aminek dimenziója {\displaystyle {\frac {n(n-1)}{2}}}.
Továbbá a vektoriális szorzás kifejezhető ferdén szimmetrikus mátrixszal:
{\displaystyle a\times b=S_{a}b}
ahol
{\displaystyle S_{a}={\begin{pmatrix}0&-a_{3}&a_{2}\\a_{3}&0&-a_{1}\\-a_{2}&a_{1}&0\end{pmatrix}}}
Ezzel a vektoriális szorzatot tartalmazó függvények deriváltja is kiszámíthatóvá válik.